# Bos (Wellen)
Bos (ook: Wellerbos) is een gehucht van Wellen, gelegen langs de Bosstraat, ten noorden van deze plaats. Het was een van de vier kwartieren van Wellen.
De Bosstraat werd in 1865 aangelegd en was de verbindingsweg tussen Borgloon en Hasselt. Langs deze straat vindt men diverse 19de-eeuwse boerderijen en twee veldkapellen die beide gewijd zijn aan Sint-Rochus. Deze kapellen dateren van 1850 respectievelijk 1890 en ze werden opgericht tijdens perioden van besmettelijke ziekten.